# Magnus Samuelsson
Pour les articles homonymes, voir Samuelsson.
Magnus Samuelsson, né le 21 décembre 1969 à Kisa, est un homme fort suédois et un participant au World's Strongest Man. Magnus a aussi été aussi le meilleur lutteur de bras de fer d'Europe. Dans un célèbre match, il cassa le bras du catcheur Nathan Jones en deux points.

## Carrière
C'est l'un des hommes forts les plus titrés, vu son palmarès en compétitions nationales et internationales. À peine quatre ans après avoir commencé sa carrière de compétiteur professionnel, il remportait, en 1998, le titre de l'Homme le plus fort du Monde. Et depuis, malgré une série de blessures, il est resté dominant. Entre 1995 et 2001 il a participé à quarante compétitions internationales, en a remporté vingt, est monté trente-cinq fois sur le podium, un exploit sans précédent.
Magnus Samuelsson a été dix fois finaliste du World's Strongest Man. Il a été huit fois parmi les cinq premiers et est monté sur cinq podiums. Il a été de toutes les finales de 1997 à 2004, puis est revenu en 2007. Qui plus est, il a remporté à sept reprises le titre de l'Homme le plus fort de Suède.
En 2009, il participe et remporte la 4e édition de Let's Dance, la version suédoise de Danse avec les stars. 
Sur l'origine de ses performances, il déclare : « J'ai l'habitude d'avoir une éthique de travail ; je ne fréquente pas une salle d'entraînement pour me donner en spectacle. »
Lui et son frère cadet, Torbjörn, rêvaient de compétitions de force en voyant leur idole, Jon Pall Sigmarsson, devenir célèbre grâce à la télévision. En 1998, au Maroc, Magnus est couronné « Homme le plus fort du Monde » alors qu'au même moment, Torbjörn remporte le titre de l'Homme le plus fort de Suède. Quatre ans plus tard, à Kuala Lumpur, en Malaisie, les deux frères se retrouvent au World's Strongest Man en présence de leurs parents.

## Palmarès de compétition
Magnus a souvent obtenu de bonnes places en compétition. Il détient le record du plus grand nombre de qualifications en finale du World's Strongest (dix fois). Aucun autre homme fort n'a obtenu autant de titres intercontinentaux que lui ; il détient plus de titres GP que n'importe quel autre athlète en vie. Parmi toutes les compétitions auxquelles il a participé, il n'a seulement été que cinq fois en dehors du podium.
 (juin 2013).
1995
- 10e The World's Strongest Man
- vainqueur Sveriges Starkaste Man

1996
- vainqueur Sveriges Starkaste Man
- 2e World Muscle Power

1997
- 3e The World's Strongest Man
- vainqueur Sveriges Starkaste Man
- vainqueur Glasgow Open

1998
- 1st The World's Strongest Man
- 4e Helsinki Strongman
- 3e World's Strongest Team Contest
- vainqueur Faroe GP
- vainqueur World Strongman Challenge

1999
- 5e The World's Strongest Man
- 3e Faroe GP
- vainqueur Beauty and the Beast
- 2e Iceland Viking of the north
- 2e World's Strongest Team
- vainqueur Sveriges Starkaste Man
- 4e Helsinki GP
- vainqueur Czech GP

2000
- 3e The World's Strongest Man
- 3e  Faroe GP
- vainqueur Ireland GP
- 2e Europe Strongman Classic
- 2e Helsinki GP
- vainqueur Polen GP
- vainqueur Chine GP
- vainqueur Roumanien GP
- vainqueur Sveriges Starkaste Man

- 2001

- vainqueur Beauty and the Beast
- 2e World Muscle Power
- 3e Europe's Strongest Man
- 2e Santa Domingo
- 3e Prague GP
- 2e Dutch GP
- vainqueur Sveriges Starkaste Man
- 2e The World's Strongest Man
- vainqueur Stockholm GP
- vainqueur Strongman Super Series

2002
- Finaliste The World's Strongest Man (Malaisie)

2003
- 3e World Muscle and Power Canada
- 3e World Record Breakers Pologne
- vainqueur Sveriges Starkaste Man Västervik
- 2e World Strongman Stars Ukraine
- 4e The World's Strongest Man (Zambie)

2004
- vainqueur Sveriges Starkaste Man
- 3e The World's Strongest Man (Bahamas)
- vainqueur Superseries GP Göteborg

2005
- vainqueur Sveriges Starkaste Man

2007
- 4e The World's Strongest Man

## Profil
- Taille (cm) : 201
- Poids (kg) : 156
- Tour de poitrine (cm) : 149
- Tour de taille (cm) : 105
- Tour de biceps (cm) : 60
- Pointure : 47
- Pourcentage de graisse : 17-20 %
- Couleur de cheveux : blond
- Couleur des yeux : bleus

## Filmographie
- 2023 : The Last Kingdom : Sept rois doivent mourir (The Last Kingdom: Seven Kings Must Die) d'Edward Bazalgette : Clapa
- 2023 : Black Lotus de Todor Chapkanov : Ber